# نيكولاي مولر
نيكولاي مولر (بالألمانية: Nicolai Müller)‏ (25 سبتمبر 1987 في ألمانيا - ) هو لاعب كرة قدم ألماني في مركز الهجوم. شارك مع منتخب ألمانيا لكرة القدم. أما مع النوادي، فقد لعب مع غرويتر فورت وماينتس 05 ونادي ساندهاوزن ونادي هامبورغ وSpVgg Greuther Fürth II ‏.

## وصلات خارجية
- نيكولاي مولر على موقع قاعدة بيانات كرة القدم.إي يو (الإنجليزية)
- نيكولاي مولر على موقع بيانات كرة القدم. دي إي (الألمانية)
- نيكولاي مولر على موقع ناشيونال فوتبول تيمز (الإنجليزية)
- نيكولاي مولر على موقع Soccerway.com (الإنجليزية)
- نيكولاي مولر على موقع عالم كرة القدم.نت (الإنجليزية)
- نيكولاي مولر على موقع AS.com (الإسبانية)